# ماكوتو نينوميا
ماكوتو نينوميا مواليد 28 مايو 1994 في هيروشيما، هي لاعبة كرة مضرب يابانية وتحتل حالياً المرتبة رقم. 281 (8 فبراير 2016) في تصنيف رابطة محترفات كرة المضرب. أعلى تصنيف لها في الفردي كان المركز الـ 281 في سنة 2016. أعلى تصنيف لها في الزوجي كان المركز الـ 97 في سنة 2016.

## النهائيات

### الفردي (1–2)
| الحصيلة | الرقم | التاريخ       | الدورة                   | الأرضية | المنافس       | النتيجة            |
| ------- | ----- | ------------- | ------------------------ | ------- | ------------- | ------------------ |
| الفوز   | 1.    | 18 مارس 2012  | ميازاكي، اليابان         | عشبية   | يومي مييازاكي | 6–0, 6–7(5–7), 6–0 |
| الوصافة | 1.    | 24 مايو 2015  | كارويزاوا، اليابان       | عشبية   | ميو كاتو      | 6–7(5–7), 7–5, 1–6 |
| الوصافة | 2.    | 10 أغسطس 2015 | غيمتشيون، كوريا الجنوبية | صلبة    | لي سو را      | 2–6, 3–6           |

## روابط خارجية
- ماكوتو نينوميا على موقع رابطة محترفات التنس (الإنجليزية)
- ماكوتو نينوميا على موقع الاتحاد الدولي لكرة المضرب (الإنجليزية)
- ماكوتو نينوميا على موقع كأس بيلي جين كينغ (الإنجليزية)
- ماكوتو نينوميا على موقع بطولة ويمبلدون (الإنجليزية)
- ماكوتو نينوميا على موقع خلاصة التنس.كوم (الإنجليزية)
- ماكوتو نينوميا على موقع إي إس بي إن.كوم (الإنجليزية)
- ماكوتو نينوميا على موقع اللجنة الأولمبية الدولية (الإنجليزية)
- ماكوتو نينوميا على موقع أوليمبيديا (الإنجليزية)